# Oropeza
Oropeza is een provincie in het departement Chuquisaca in Bolivia. Het huist onder andere de hoofdstad van het departement en de wettelijke hoofdstad van Bolivia, Sucre. De provincie heeft een oppervlakte van 3943 km² en heeft 286.140 inwoners (2012).
Oropeza is verdeeld in drie gemeenten:
- Poroma
- Sucre (hoofdplaats Sucre)
- Yotala

Belisario Boeto · 
Hernando Siles · 
Jaime Zudáñez · 
Juana Azurduy de Padilla · 
Luis Calvo · 
Nor Cinti · 
Oropeza · 
Sud Cinti · 
Tomina · 
Yamparáez